# مری کی برگمن
مری کی برگمن که در ابتدا در ساوت پارک با نام شانن کسیدی شناخته شد، (انگلیسی: Mary Kay Bergman; ۵ ژوئن ۱۹۶۱ – ۱۱ نوامبر ۱۹۹۹) صداپیشه اهل ایالات متحده آمریکا بود. وی بین سال‌های ۱۹۷۸ تا ۱۹۹۹ میلادی فعالیت می‌کرد.
از فیلم‌ها یا برنامه‌های تلویزیونی که وی در آن نقش داشته‌است می‌توان به بتمن و آقای فریز: زیر صفر، ساوت پارک: گنده‌تر، درازتر و کوتاه‌نشده اشاره کرد.